# Mark Pryor
Mark Lunsford Pryor (ur. 10 stycznia 1963) – amerykański polityk, działacz Partii Demokratycznej, który od 1991 do 1994 był członkiem Izby Reprezentantów Arkansas, a w latach 2003–2015 roku reprezentował rodzinny stan Arkansas w Senacie Stanów Zjednoczonych.

## Życiorys
Jest synem byłego gubernatora (1975–1979) i senatora z Arkansas, Davida Pryora (notabene zajmuje to samo miejsce w Senacie co ojciec). Po czterech latach w roli prokuratora generalnego Arkansas zdobył miejsce w izbie wyższej Kongresu w wyborach 2002 roku. Był wtedy jedynym demokratą który przejął miejsce z rąk republikanów (demokraci w tych wyborach stracili kilka miejsc i większość).
Był jednym z bardziej umiarkowanych, a nawet konserwatywnych demokratów w Senacie. Jako jeden z zaledwie kilku (obok Bena Nelsona czy Boba Caseya) sprzeciwiał się prawu do przerywania ciąży. Głosował jednak przeciwko projektowi poprawki do konstytucji zakazującej desakracji flagi.
Jest żonaty z Jill Pryor. Ma córkę Porter i syna Adamsa. Jest ewangelikaninem.
W rankingu pod względem wpływów poszczególnych senatorów zdobył ostatnie (setne) miejsce.
Członek Senackiej Komisji Etyki.